# 和田 (福井市)
和田（わだ）は、福井県福井市の地区及び町名。現行行政地名は和田一丁目及び和田二丁目。住居表示は和田一丁目のみ実施済み区域。郵便番号は918-8238。

## 地理
国道8号と国道158号(併せて城の橋通りとも)が交差する西方(にしかた)交差点を擁する交通の要衝である。

### 和田地区
あずまブロック(北東部)に属し、以下の町名が和田地区に属している。
- 勝見
- 上北野
- 城東
- 成和
- 問屋町
- 西方
- 御幸
- 和田
- 和田中
- 和田中町
- 和田東

### 福井市和田
福井市の中央部に位置し、南東に和田中、南西に下馬、西に西方、北に御幸と成和と和田東が隣接している。

## 世帯数と人口
2018年（平成30年）5月1日現在の世帯数と人口は以下の通りである。
| 丁目       | 世帯数  | 人口  |
| ---------- | ------- | ----- |
| 和田一丁目 | 72世帯  | 157人 |
| 和田二丁目 | 206世帯 | 517人 |
| 計         | 278世帯 | 674人 |

## 小・中学校の学区
市立小・中学校に通う場合、学区は以下の通りとなる。
| 丁目       | 番・番地等 | 小学校           | 中学校           |
| ---------- | ---------- | ---------------- | ---------------- |
| 和田一丁目 | 全域       | 福井市和田小学校 | 福井市成和中学校 |
| 和田二丁目 | 全域       | 福井市和田小学校 | 福井市成和中学校 |

## 交通

### 道路
- 国道8号（福井バイパス）
- 国道158号
- 福井県道178号篠尾出作線

## 施設
- 福井市和田小学校